# Edoardo Pulciano
Edoardo Pulciano (Torino, 18 novembre 1852 – Genova, 25 dicembre 1911) è stato un arcivescovo cattolico italiano.

## Biografia
Nacque a Torino il 18 novembre 1852, figlio del nobile Pietro Pulciano, ufficiale del Regio Archivio di Corte di Torino, e della nobile Emilia dei baroni Mangiardi.
Il 14 marzo 1887, papa Leone XIII lo nominò vescovo di Casale Monferrato; ricevette la consacrazione il 15 maggio dello stesso anno, per imposizione delle mani del cardinale Gaetano Alimonda. Dopo cinque anni di guida pastorale, l'11 luglio 1892, fu trasferito alla sede episcopale di Novara.
Il 16 dicembre 1901 fu elevato arcivescovo metropolita di Genova, ancora una volta da papa Leone XIII.
Nel 1909 fu destinatario dell'epistola Grate accepimus di papa Pio X
Morì a Genova il 25 dicembre 1911.

## Genealogia episcopale e successione apostolica
La genealogia episcopale è:
- Cardinale Scipione Rebiba
- Cardinale Giulio Antonio Santori
- Cardinale Girolamo Bernerio, O.P.
- Arcivescovo Galeazzo Sanvitale
- Cardinale Ludovico Ludovisi
- Cardinale Luigi Caetani
- Cardinale Ulderico Carpegna
- Cardinale Paluzzo Paluzzi Altieri degli Albertoni
- Papa Benedetto XIII
- Papa Benedetto XIV
- Cardinale Enrico Enriquez
- Arcivescovo Manuel Quintano Bonifaz
- Cardinale Buenaventura Córdoba Espinosa de la Cerda
- Cardinale Giuseppe Maria Doria Pamphilj
- Papa Pio VIII
- Papa Pio IX
- Cardinale Gustav Adolf von Hohenlohe-Schillingsfürst
- Arcivescovo Salvatore Magnasco
- Cardinale Gaetano Alimonda
- Arcivescovo Edoardo Pulciano

La successione apostolica è:
- Arcivescovo Ludovico Gavotti (1903)